# Neue Nationalgalerie

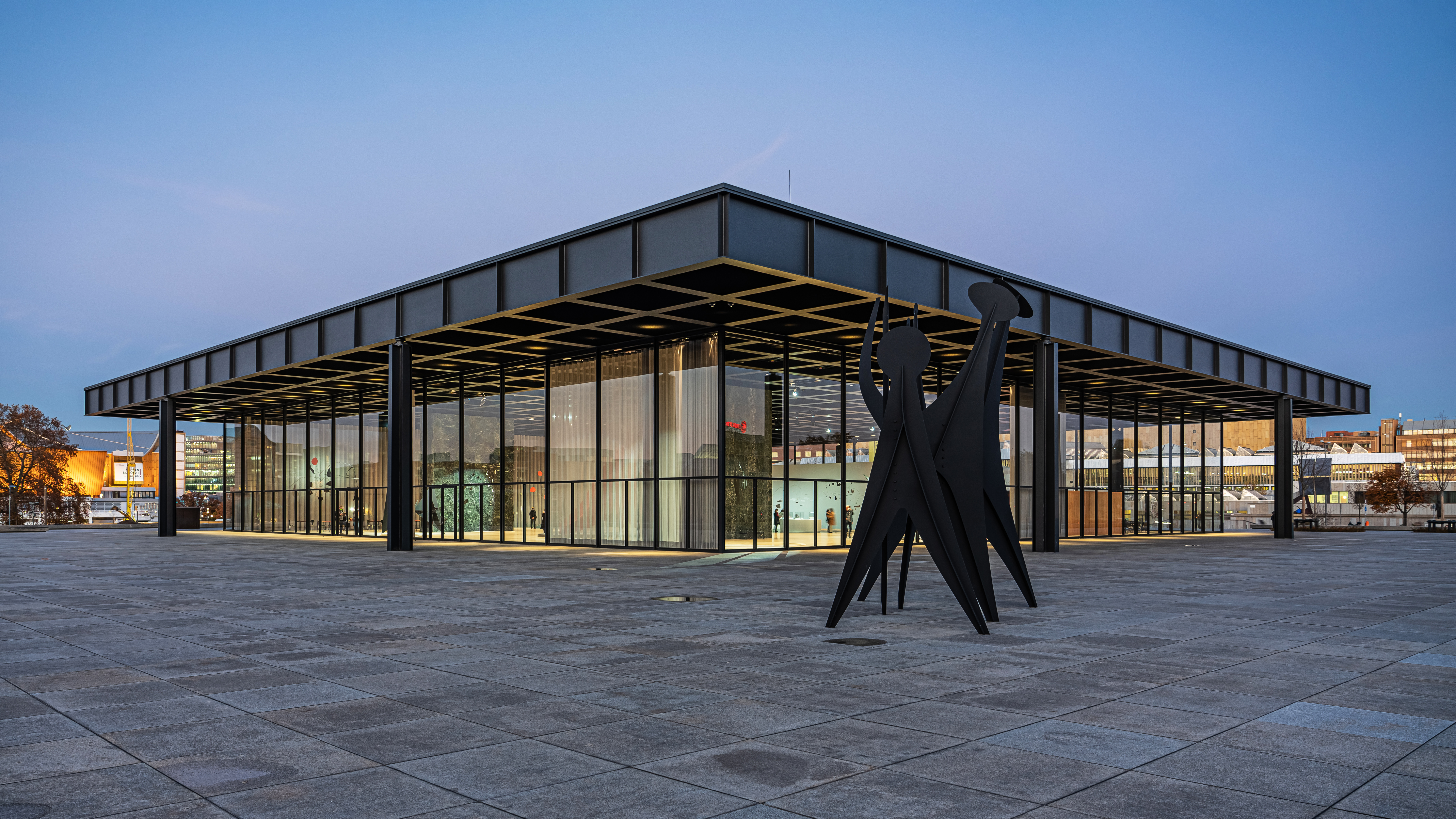
De Neue Nationalgalerie met beeld Alexander Calder

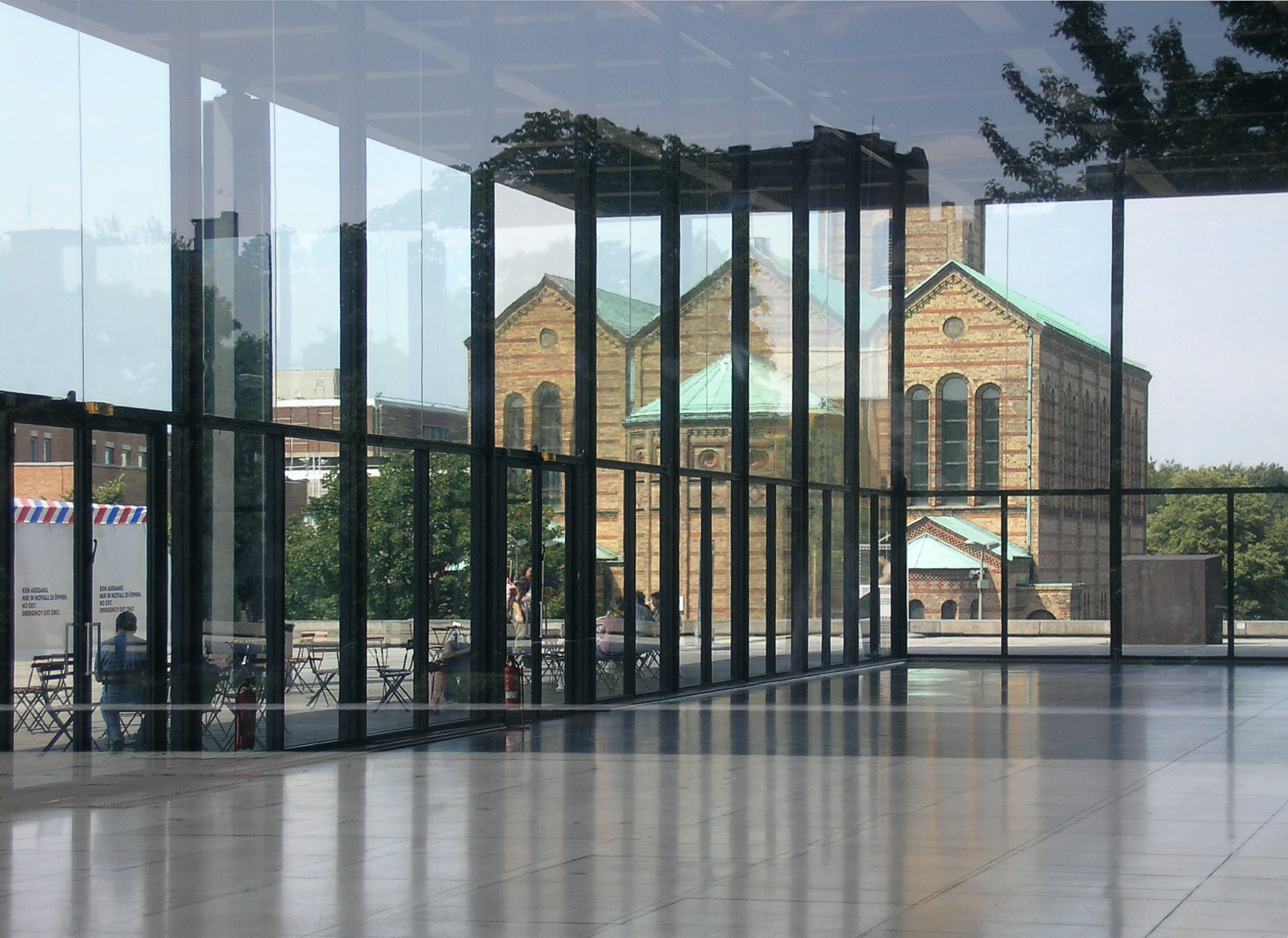
interieur

De Neue Nationalgalerie is het Berlijnse museum voor kunst van de twintigste eeuw (van klassiek en modern, tot de kunst van de jaren zestig) en is gelegen aan het Kulturforum. Het museumgebouw is ontworpen door Ludwig Mies van der Rohe en geldt als een van de klassiekers van de moderne architectuur.

## Het gebouw
De Neue Nationalgalerie is het enige bouwwerk, dat door Ludwig Mies van der Rohe na de Tweede Wereldoorlog in Duitsland kon worden gerealiseerd. In 1962 ontving hij de opdracht een museum te ontwerpen. Hij greep terug op zijn niet uitgevoerde ontwerp uit 1957 voor een hoofdkantoor van de Cubaanse rumproducent Bacardi in Santiago de Cuba. De bouw werd in 1968, een jaar voor zijn dood, voltooid. De Neue Nationalgalerie was het eerste museum, dat op het nieuwe Kulturforum Berlin in Berlin-Tiergarten niet ver van de Potsdamer Platz, werd geopend.
Met de Neue Nationalgalerie realiseerde Mies van der Rohe het door hem ontwikkelde idee van één grote, algemene ruimte. Op een terras van 105 x 110 meter, waardoor een lichte helling omlaag naar het Landwehrkanal wordt overbrugd, werd het vierkante, stalen paviljoen gebouwd. Het dominante dak van de expositiehal, gedragen door stalen kolommen, heeft een lengte van 64,8 meter, en de glazen wand rondom is 7,2 meter naar binnen geplaatst. De aldus ontstane open bovenruimte is bestemd voor de wisseltentoonstellingen. In de benedenruimte bevinden zich de zalen voor de permanente collectie. Ten slotte is er naast het gebouw, aan de westzijde, nog een ommuurd beeldenpark.

## Afmetingen, specificaties en de inhoud
Het plan van de Neue Nationalgalerie is verdeeld in twee verschillende verhalen. De bovenste verhaal dient als toegang, evenals tentoonstelling galerij, in totaal is er 2683 vierkante meter ruimte. Het is verhoogd vanaf straatniveau en alleen bereikbaar door drie trappen. Hoewel het slechts een klein deel omvat van de totale galerieruimte, staat het tentoonstellingspaviljoen als primaire architectonische expressie van het gebouw. Acht kruisvormige kolommen, twee aan elke lengte geplaatst om zo de hoeken te voorkomen, ondersteunt een vierkante voorgespannen stalen dakplaat van 1,8 meter dik en zwart geschilderd. Een achttien meter cantilever zorgt voor voldoende ruimte tussen de galerie glasgevel en acht ondersteunende kolommen. Van de vloer tot aan het plafond meet je 8.4 meter, en de ruimte is op een 3,6-meter vierkant dimensionaal grid gelegd. Zwart geanodiseerd aluminium "ei kratten" passen binnen het grid huis verlichtingsarmaturen, met luchtkanalen boven opgeschort. Het onderste verhaal dient vooral als huisvesting voor de galerie vaste collectie, maar het bevat ook een bibliotheek, kantoren, een winkel en een cafe, en in totaal ongeveer 10.000 vierkante meter ruimte. Het is driekwart onder de grond om zo te zorgen voor een veilige opslag van het kunstwerk, zijn enige glazen gevel met uitzicht op glooiende beeldentuin van het museum en het verstrekken van voldoende indirecte licht.

## Restauratie
Op 1 januari 2015 werd de Neue Nationalgalerie wegens een ingrijpende restauratie onder leiding van de Britse architect David Chipperfield gesloten. De werkzaamheden zouden naar verwachting tot april 2020 duren. Uiteindelijk opende het museum in augustus 2021 met een tentoonstelling van de Amerikaanse kunstenaar Alexander Calder.